# Leonardo (série télévisée, 2011)
Ne doit pas être confondu avec Leonardo, une série télévisée de 2021.
Pour les articles homonymes, voir Leonardo.
Leonardo est une série télévisée britannique d'action et d'aventure diffusée sur CBBC entre 2011 et 2012.

## Résumé
Située à Florence au XVe siècle, la série suit les aventures d'un adolescent, Léonard de Vinci (Jonathan Bailey), et de ses amis, du riche fils d'un puissant aristocrate Laurent de Médicis (Colin Ryan), d'une fille, Lisa Gherardini (Flora Spencer-Longhurst) se déguisant en garçon pour devenir artiste, et du rusé manipulateur Machiavel (Akemnji Ndifornyen).
Inspirée par le génie inventif du vrai Léonard de Vinci, la série réimagine da Vinci en héros d'action adolescent, qui se retrouve entraîné dans les plans dangereux des Luminari - une sinistre société secrète qui complote pour prendre le contrôle de Florence. Ils ont volé le carnet de Léonard et veulent utiliser le design de Léonard pour créer des armes mortelles pour tuer le duc et permettre à leur chef Pierre Ier de Médicis de prendre le contrôle de Florence.
Mais ils ne sont pas seulement confrontés aux Luminari : la Florence du XVe siècle était une époque dangereuse. Il y a des mariages forcés à arrêter, des voleurs à traduire en justice, des oiseaux à libérer, des inventions à réaliser et des amitiés à nouer.
C'est à Léonard et à ses amis de sauver la situation et de se battre pour ce qui est juste.

## Personnages
- Leonardo da Vinci : Jonathan Bailey
- Tomaso/Lisa Gherardini : Flora Spencer-Longhurst
- Lorenzo de' Medici : Colin Ryan
- Niccolò Machiavelli : Akemnji Ndifornyen
- Piero de' Medici : Alistair McGowan (saison 1) et James Clyde (saison 2)
- Maestro Verrocchio : James Cuningham
- The Duke : Graham Hopkins
- Cosimo : Thembalethu Ntuli
- Teresa de' Medici : Camilla Waldman
- Placidi : Bart Fouche
- Angelica Visconti : Roxane Hayward
- Rocco de' Medici : Clayton Boyd
- Giovanni : Atandwa Kani

## Distinctions
En 2012, Leonardo a remporté trois prix KidScreen pour la meilleure série non animée ou mixte, la meilleure musique et le meilleur design. Il a également été nommé pour le prix Ivor Novello de la meilleure bande sonore de télévision, le prix du meilleur programme jeunesse au Festival international des médias de Banff et le prix de la fiction jeunesse à la Rose d'or. Il a également été nommé pour un prix de télévision pour enfants au Festival international Prix Jeunesse de Munich.